# Istituto di Nostra Signora del Lavoro
L'Istituto di Nostra Signora del Lavoro (in francese Institut de Notre-Dame du Travail) è un istituto secolare femminile di diritto pontificio.

## Storia

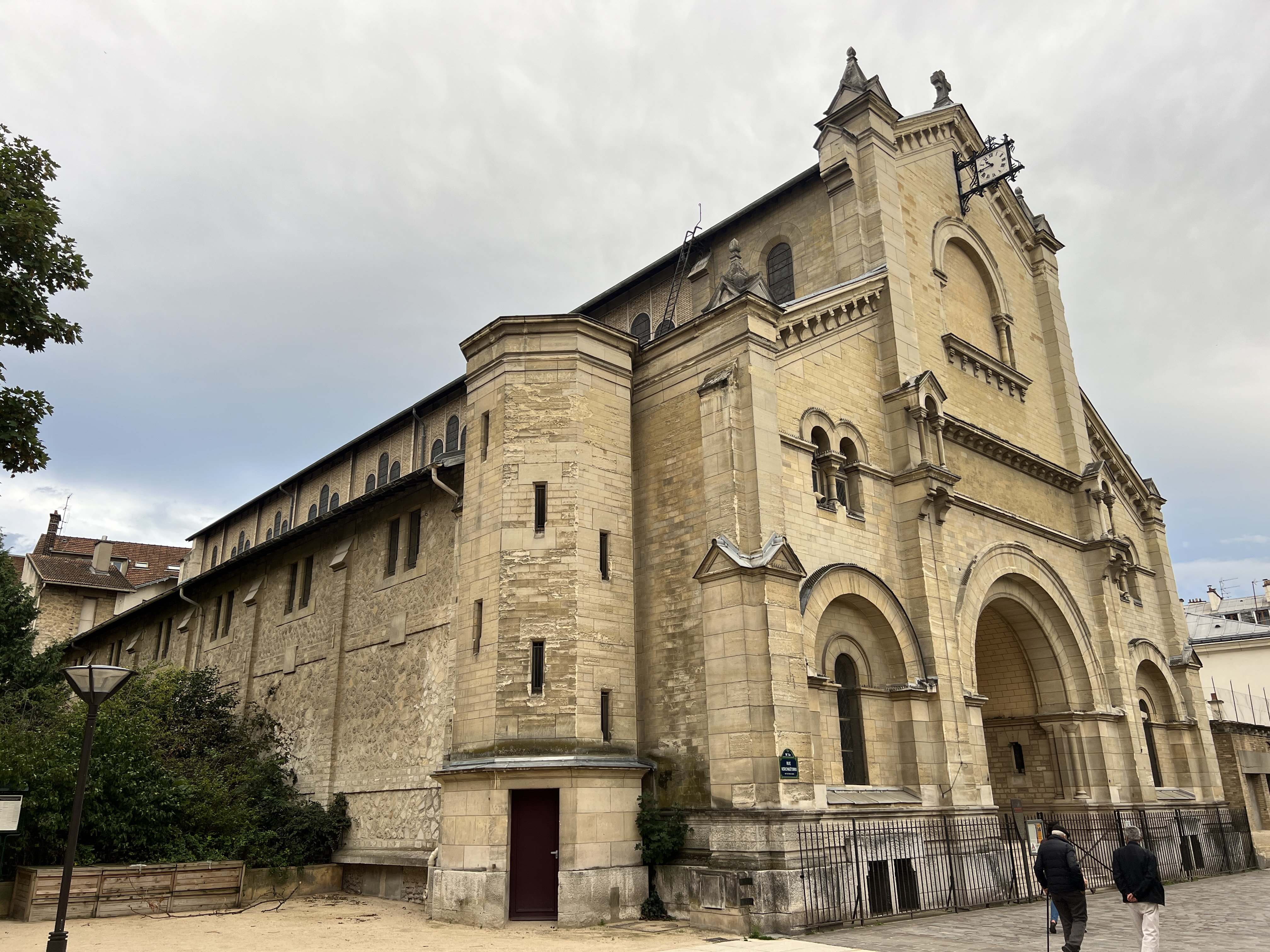
La chiesa di Nostra Signora del Lavoro a Parigi

Le origini dell'istituto risalgono all'opera di Marie-Louise Rochebillard: nel 1900 iniziò a dedicarsi, sotto la direzione del gesuita Antonin Eymieu, all'apostolato sociale nella scia della Rerum novarum e nel 1904, per dare continuità all'opera, ebbe l'idea di organizzare una nuova congregazione, ma il progetto non prese forma.
Nel 1908 due collaboratrici di Rochebillard si stabilirono nella parrocchia Notre-Dame-du-Travail a Parigi e ripresero la loro attività a carattere sociale e nel 1910, con l'appoggio dei gesuiti Eymieu e Aurialt e del futuro vescovo ausiliare di Parigi, Emmanuel Chaptal, l'opera prese la fisionomia di congregazione religiosa e, come tale, fu canonicamente eretta il 31 ottobre 1917 dal cardinale Léon-Adolphe Amette.
La congregazione ammetteva due classi di membri: le interne, con vita comune, e le esterne, che vivevano nelle loro famiglie. Per questa ragione, quando alla Santa Sede fu chiesto di concedere il pontificio decreto di lode alla comunità, la Congregazione dei religiosi trasformò però la congregazione in istituto secolare e concesse la sua approvazione l'8 agosto 1949.

## Attività e diffusione
L'istituto non ha alcuna opera propria.
È presente, oltreché in Francia, in Algeria, Marocco e Senegal. La sede principale è presso l'Amicale Développement et Promotion, in rue des Grands Champs a Parigi.
Nel 1973 l'istituto contava 117 membri.